# Johann Just Winckelmann
Johann Just Winkelmann (parfois Winckelmann), né à Gießen en 1620, mort en 1699 (parfois 1697) est un historien et un auteur allemand.

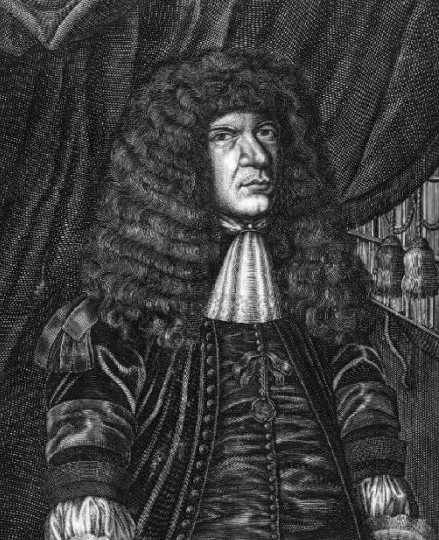

## Traces
Élève de Johann Balthasar Schupp de Marbourg, il prit le pseudonyme de "Stanislaus Mink von Wennsshein" (ou de Wenusheim, parfois Winusheim) pour introduire un système mnémotechnique (en anglais Major system) héritier de celui de Pierre Hérigone.

## Ouvrage
- Mink von Weunßhem Relatio novissima ex parnasso de arte reminiscentiae, [lire en ligne (page consultée le 25 juin 2011)]

## Sources
- Joseph Thomas, The Universal Dictionary of Biography and Mythology p. 2281 [lire en ligne].